# Francisco Villaescusa Amuedo
Francisco Villaescusa Amuedo, conocido como  El Cristo (Zahara de la Sierra, 1871 - Ronda, 1905), fue un bandolero andaluz.
Fue famoso por sus singulares robos, muchos de ellos valiéndose de originales trucos y disfraces, como cuando tuvo la osadía de disfrazarse de obispo y robar a un sacerdote, en Arcos de la Frontera, con una pareja de carabineros en la puerta del lugar del robo.
- Datos: Q5867756